# Chen Shui-bian
Chen Shui-bian, populärt kallad A Bian (阿扁), född 12 oktober 1950 i Guantian, Tainan, Taiwan, är en taiwanesisk advokat och politiker tillhörande Demokratiska framstegspartiet (DPP). Han var Taiwans president åren 2000-08.
Chen kom från enkla förhållanden och hans föräldrar var arrendatorer, men Chen var studiebegåvad och 1974 tog han juris kandidat-examen vid National Taiwan University. Han var en framstående advokat 1976 till 89, och åtog sitt första politiska fall när han försvarade de åtalade i Kaohsiung-incidenten 1979.
1981 började han sin politiska karriär när han ställde upp i valet till Taipeis stadsfullmäktige, dit han valdes med det högsta antalet röster bland alla kandidater. 1987 gick han med i Demokratiska framstegspartiet, som hade blivit ett lagligt parti sedan president Chiang Ching-kuo upphävt det undantagstillstånd som varit i kraft i fyrtio år. Det Demokratiska framstegspartiet var den främsta uttalade förespråkaren för taiwanesisk självständighet. 1994 valdes Chen till borgmästare i Taipei, där han gjorde sig känd för att bekämpa brottsligheten i staden och för att förbättra trafiken i staden.
Den 18 mars 2000 valdes Chen till Taiwans president och tillträdde sitt ämbete den 20 maj samma år med Annette Lu var hans vicepresident. Han var den förste på den posten som tillhörde från ett annat parti än Guomindang, men realpolitiska överväganden gjorde att Chen tonade ned sitt partis förespråkade av självständighet.
Den 31 maj 2006 förklarade Chen Shui-bian att han skulle lämna ifrån sig makten efter en rad skandaler i hans familj. Chen kunde inte heller leda regeringen utan lät statsministern Su Tseng-chang sköta den dagliga styrelsen av landet. Efter presidentvalet efterträddes han av Ma Ying-jeou.
I september 2009 dömdes han till livstids fängelse och skadestånd för förskingring, mutor och pengatvätt, men domen reducerades till 20 år i fängelse efter överklaganden. 
Chen Shui-bian blev frisläppt 6 januari 2015 på grund av hans medicinska tillstånd. De medicinska experter som undersökte honom, rapporterade att han visade symptom på parkinsons sjukdom och depression.